# Tylsen
Tylsen este o comună din landul Saxonia-Anhalt, Germania.